# Genius + Soul = Jazz
Albums de Ray Charles
Dedicated to You
(Janvier 1961) Ray Charles and Betty Carter
(Aout 1961)
Genius + Soul = Jazz est un album de Ray Charles.
Produit par Creed Taylor et arrangé conjointement par Quincy Jones et Ralph Burns, il propose une sélection de standards du rhythm and blues et du Jazz Mainstream auxquels s'ajoutent trois compositions originales. Sur cet enregistrement, Ray Charles est accompagné par le Count Basie Band et joue sur orgue Hammond B3. Cet album essentiellement composé d'instrumentaux est considéré comme l'un des sommets de la discographie post-Atlantic avec Modern Sounds in Country and Western Music publié l'année suivante et Ingredients in a Recipe for Soul. Avec One Mint Julep (#8 Pop, #1 R&B), le hit 1952 des Clovers, Ray Charles obtint en mai 1961 l'un de ses plus importants succès discographiques. Cette année-là fut le début d'une période de trois années d'une popularité sans équivalent pour un artiste afro-américain (En octobre, Ray Charles obtint avec Hit the Road Jack son seul et unique double numéro 1 Pop et R&B. La série de succès avait débuté au mois de novembre précédent avec Georgia on My Mind son premier single numéro 1 Pop.  En juin de l'année suivante, l'album Modern Sounds in Country and Western Music arriva en tête du Billboard 200. Il faudra attendre 42 ans pour retrouver un album de Ray Charles sur la plus haute marche du classement, avec Genius Loves Company). À noter qu'il s'agissait de la seconde collaboration de l'artiste avec Quincy Jones et Ralph Burns après The Genius of Ray Charles.
En 2010, Concord Music Group a ressorti cet album sous la forme de 2 CD comprenant l'album original et 3 albums de la série "Jazz".
En 2011, il a reçu le Grammy Hall of Fame Award.

## Liste des pistes

### Version originale
1. From The Heart (Ray Charles)
2. I've Got News For You (Ray Alfred)
3. Moanin' (Bobby Timmons)
4. Let's Go (Ray Charles)
5. One Mint Julep (Randolph Toombs)
6. I'm Gonna Move To The Outskirts Of Town (William Weldon & Roy Jacobs)
7. Stompin' Room Only (Howard Marks)
8. Mister C (Ray Charles)
9. Strike Up The Band (George & Ira Gershwin)
10. Birth Of The Blues (Buddy DeSylva, Lew Brown & Ray Henderson)

### Titres bonus (Édition CDCastle Classicsde 1993)
1. "Alabamy Bound" (Buddy DeSylva, Bud Green & Ray Henderson)
2. "Basin' Street Blues" (Spencer Williams)
3. "New York's My Home" (Gordon Jenkins)

Ces 3 titres sont issus de l'album The Genius Hits the Road.

### Titres bonus (Réédition 2 CDConcord Recordsde 2010)
My Kind of Jazz (1970)
1. "Golden Boy" (charles Strouse)
2. "Booty-Butt" (Ray Charles)
3. "This Here" (Bobby Timmons)
4. "I Remember Clifford" (Benny Golson)
5. "Sidewinder" (Lee Morgan)
6. "Bluesette" (Toots Thielemans)
7. "Pas-Se-O-Ne Blues"
8. "Zig Zag" (William C. Baker)
9. "Angel City" (Teddy Edwards)
10. "Señor Blues" (Horace Silver)

Jazz Number II (1973)
1. "Our Suite" (Ray Charles, Roger Neumann)
2. "A Pair of Threes" (Alf Clausen)
3. "Morning of Carnival" (Luiz Bonfá/Jungnickel)
4. "Going Home" (Teddy Edwards)
5. "Kids Are Pretty People" (Thad Jones)
6. "Togetherness" (Jimmy Heath)
7. "Brazilian Skies" (Teddy Edwards)

My Kind of Jazz, Part 3 (1975)
1. "I'm Gonna Go Fishing" (Duke Ellington)
2. "For Her (Alf Clausen)
3. "Sister Sadie" (Horace Silver)
4. "3/4 of the Time" (Roger Neumann)
5. "Ray Minor Ray" (Benny Golson)
6. "Samba de Elencia" (Alf Clausen)
7. "Metamorphosis" (Roger Neumann)
8. "Nothing Wrong" (Charlie Mariano)
9. "Project "S"" (Jimmy Heath)

### Bonus track
1. "Misty" (Erroll Garner, Johnny Burke)

## Musiciens version originale
- Ray Charles - Hammond B3, chant
- Thad Jones - Trompette
- Clark Terry - Trompette
- Phil Guilbeau - Trompette
- Jimmy Nottingham - Trompette
- Joe Wilder - Trompette
- Joe Newman - Trompette
- John Frosk - Trompette
- Billy Michell - Saxophone ténor
- Frank Foster - Saxophone ténor
- Budd Johnson - Saxophone ténor
- Seldon Powell - Saxophone ténor
- Frank Wess - Saxophone alto
- Marshall Royal - Saxophone alto
- Earle Warren - Saxophone alto
- George Dorsey - Saxophone alto
- Charlie Fowlkes - Saxophone baryton
- Haywood Henry - Saxophone baryton
- Al Grey - Trombone
- Benny Powell -Trombone
- Henry Coker - Trombone
- George Matthews - Trombone
- Jimmy Cleveland - Trombone
- Keg Johnson - Trombone
- Urbie Green - Trombone
- Freddie Green - Guitare
- Sam Herman - Guitare
- Eddy Jones - Basse
- Joe Benjamin - Basse
- Roy Haynes - Batterie
- Sonny Payne - Batterie

## Classements

### Album
| Année | Album                | Classement    | Position |
| ----- | -------------------- | ------------- | -------- |
| 1961  | Genius + Soul = Jazz | Billboard 200 | 4        |

### Singles
| Année | Single                                    | Classement          | Position |
| ----- | ----------------------------------------- | ------------------- | -------- |
| 1961  | "One Mint Julep"                          | Billboard Hot 100   | 8        |
| 1961  | "One Mint Julep"                          | Billboard R&B Sides | 1        |
| 1961  | "I've Got News For You"                   | Billboard Hot 100   | 66       |
| 1961  | "I've Got News For You"                   | Billboard R&B Sides | 8        |
| 1961  | "I'm Gonna Move To The Outskirts Of Town" | Billboard Hot 100   | 84       |
| 1961  | "I'm Gonna Move To The Outskirts Of Town" | Billboard R&B Sides | 25       |